# Валшлебен
Валшлебен (њем. Walschleben) општина је у њемачкој савезној држави Тирингија. Једно је од 55 општинских средишта округа Земерда. Према процјени из 2010. у општини је живјело 1.778 становника. Посједује регионалну шифру (AGS) 16068057.

## Географски и демографски подаци
Валшлебен се налази у савезној држави Тирингија у округу Земерда. Општина се налази на надморској висини од 160 метара. Површина општине износи 16,8 km². У самом мјесту је, према процјени из 2010. године, живјело 1.778 становника. Просјечна густина становништва износи 106 становника/km².